# Kalinów (powiat zgierski)
Kalinów – wieś w Polsce położona w województwie łódzkim, w powiecie zgierskim, w gminie Stryków.
W latach 1975–1998 miejscowość administracyjnie należała do ówczesnego województwa łódzkiego.